# الأدرنوي
إبراهيم بن حمزة بن مسعود، تاج الدين التيروي، الأدرنوي ( [.. - نحو 970. هـ /.. نحو 1562. م) واعظ ومفسر رومي من أهل تيرة في تركيا. درس (سنة 933 هـ) في جامع "نقطة جي" في مدينة أدرنة ونسب اليها. انتقل بعدها إلى مصر، ليهاجر إلى مكة ومكث فيها حتّى وفاته. كان أبوه قاضيا بأدرنة وتولى الأدرنوي قضاء حلب بضع سنوات ثم قضاء القسطنطينية، فقضاء عسكر الروم ايلي. وأبعده السلطان سليم في أواخر أيامه، ليعود وأعيد في أيام مراد خان.

## مذهبه
أخد فقهاء الحنفية.

## من آثاره
1. جامع الأنوار ونزهة الابصار.

## وفاته
توفي بمكة عام 988 بعد أن جاورها بها ردحًا من الزمن، عن عمر يناهز 71 عامًا. وقد تقلد منصب الفتوى بدار السلطنة قبل وفاته.